# راي (موسيقى)
الراي «من الرأي، أي ابداؤه» هو حركة موسيقية غنائية جزائرية، بدأت في الغرب الجزائري، تاريخ هذا الطبع الغنائي قديم حدد بعض الباحثين تاريخ نشأته إلى زمن التدخل الأسباني في الجزائر في القرن 18 ومكان نشأته في مدن غرب الجزائر، كمدينة وهران وسيدي بلعباس ثم عين تموشنت وغليزان.
عرف فن الراي بين الحاضر و الماضي تجديدا في طابعه الموسيقي، حيث كان من يغنيه في بداية نشأته يعرفون بالشيوخ والشيخات ثم في أواسط السبعينيات ظهر لقب آخر وهو الشاب والشابة كإشارة للتجديد الكبير الذي ظهر على هذا الطابع الموسيقي.

## تاريخه

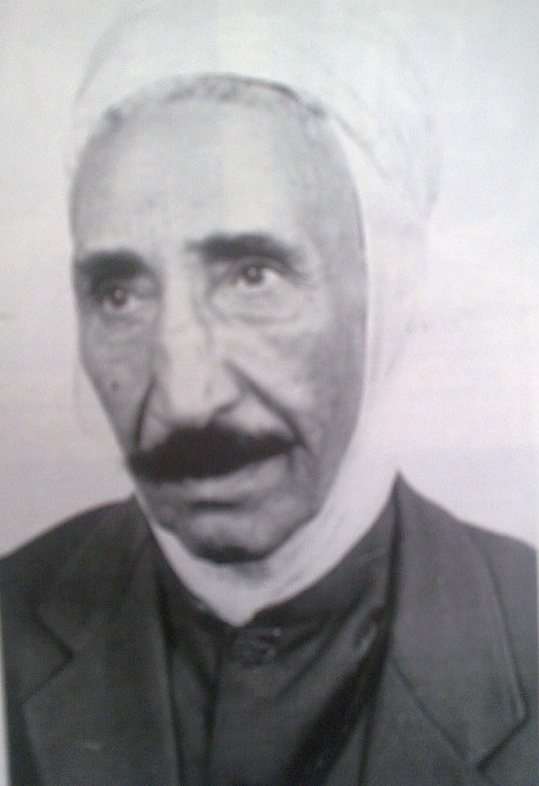
الشيخ حمادة 1889 - 1968

وتعود أصول الأغنية الرايوية إلى شيوخ الأغنية البدوية الجزائرية والتي يعتبر من روادها الشيخ حمادة وعبد القادر الخالدي.
فالقطاع الوهراني خاصة والغرب الجزائري عامة هي منابع الراي الرئيسية، مصدره فلكلور رقصة العلاوي بالغرب الجزائري، وسيدي بلعباس كانت السباقة في مجال تطوير موسيقى الراي، حيث كان أول مغني هو احمد زرقي والشاب دريسي العباسي وسطع اسم المغني بوطيبة الصغير الدي اخرج الراي إلى ايقاع مختلف وكلمات شعبوية هدا الاخير تعلم على يده من بعد ذلك عشرات الفنانين ومن أشهر أغانيه (انا وشتا جابني كنت مهني في دارنا).

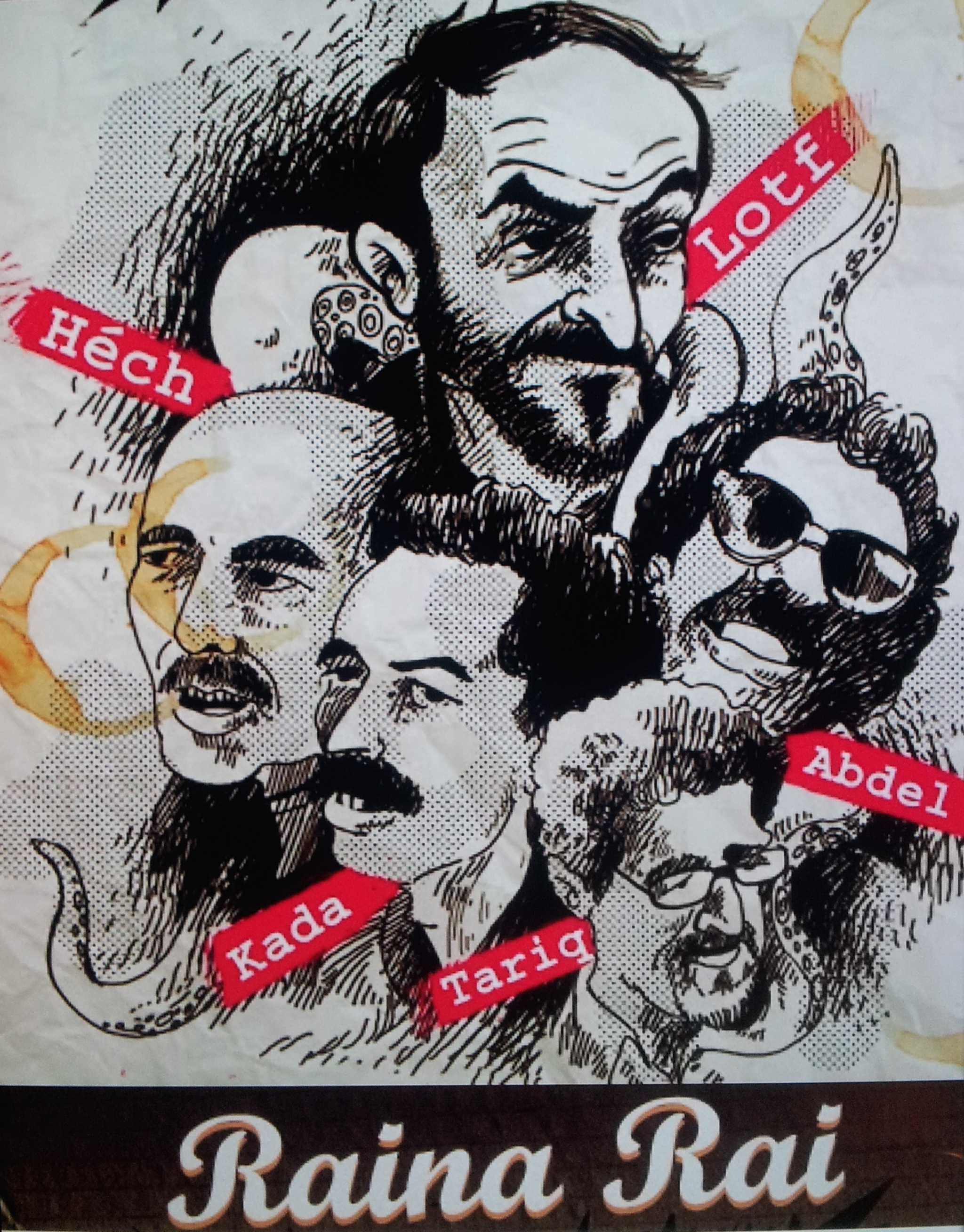
راينا راي 1980 -

في السبعينات من نوع الراي العباسي ثم تلته فرقة راينا راي في الثمنيناث وتطور بعدها في وهران وهي من أشهر المدن التي نما فيها الراي وتطور، حاليا موسيقى الراي منتشرة في كامل الجزائر وتسمع في دول الشمال أفريقيا وغرب أوروبا خصوصا فرنسا أين توجد نسبة كبيرة من المهاجرين المغاربة. أقام فنانو الراي حفلاتهم تقريبا في كل عواصم الفن العالمية كباريس ونيويورك.
انتشر الراي في المغرب العربي وصار يغنيه مغنون من المغرب وتونس. وحتى المغتربون في أوروبا وفرنسا خصوصا وإسهموا في هذا الطبع وجعلوا إيقاعاته وكلمات أغانيه تتحول وتتغير عبر تاريخ تطوره ليتفتح على الموسيقى العالمية وتبنى الكثير من نبراتها على خلاف الموسيقى الأندلسية أو موسيقى الشعبي جعلته الطبع المفضل لدى الشباب في المنطقة.

### بدايته الحديثة
كانت لغة الأغاني البدوية من اللهجة العامية القريبة للعربية البدوية وتأخذ جل مواضيعها من المديح الديني والمشاكل الاجتماعية، ركزت اهتمامها إبان فترة الاستعمار الفرنسي على سرد مآسي السكان من صعوبة للمعيشة وآفات اجتماعية تحاول من خلالها تنبيه أو توعية للمستمع.
في القرن العشرين كان الراى هو القالب الموسيقي الأقرب الذي يعبّر عن آمال الجزائريين وطموحاتهم، وعلى يد الشيخة الريـميتي والشيخ بلمو حقق الراى قفزات موسيقية معتبرة أعطياه رواجا أكبر وصار له متابعون أكثر، أدخلت عليه آلات موسيقية عصرية كالساكسو والسنثسيزر، هذا التبني للآلات الموسيقية والنغمات العالمية والطبوع كالريغي أو الموسيقى الإلكترونية وفي كلماته بإدخاله الكلمات الفرنسية والإنجليزية حدد انفصاله نهائيا عن الشعر المُلّحون.

### السبعينات
بعد استقلال الجزائر سنة 1962، لم يعد للمواضيع السابقة سامعين فدخل الراي في فترة من الفتور والبحث عن منابع أخرى، في السبعينات من القرن الماضي تألقت موسيقى الراي ووجدت لها موضعا خصبا في الملاهي الليلية لكورنيش وهران وفي بعض سهرات الأعراس بالغرب الجزائري. تغنى فنانو الراي بمغامرات الحب والغرام وكل ما يحلم به الشباب، حتى اشتهر بـ «الفن الممنوع»، لكن في البيوت والراديو والتلفزيون كان محظورا بشكل غير رسمي نظرا لبداءة كلماته نعته، رغم ذلك ظل الراي يتطور ويلهم شباب الجزائر كلها، استغلته شركات بيع الأشرطة التي فطنت للشعبية الراي الكبيرة فبتخطيها حاجز الممنوع جعلت فن الراي ينتشر انتشارا واسعا وهذا بعد بعض التحسن في ألفاظ الكلمات والذي أعتبر الشاب حسني واحدا ممن أدخل أغنية الراي إلى البيوت الجزائرية.

### الثمانينات
شهد ظهور فرقة راينا راى من سيدي بلعباس وكانت علامة فارقة في الغناء الجزائري، حيث ظهر بذلك عدة فنانين متنافسين ما أدى بتطور الأغنية الرايوية خصوصا في أواخر الثمانينات حين قام التلفزيون الجزائري ببدأ حصة فنية أسبوعية تحت اسم بلاد موزيك والتي ساهمت من دون شك في الدفع بغزارة المنتوج الفني.

### التسعينيات
تعتبر هذه الفترة هي العصر الذهبي لاغنية الراي في أوائل التسعينيات هاجر الشاب خالد والشاب مامي الجزائر واستقرا بفرنسا، وظهر عصر جديد جديد من غناء الراي وفنانون اعادوا ثورة كالشاب حسني الذي أحدث ضجة بأغانيه والشاب نصرو وعباس.

### الألفين
تتميز هذه الفترة بتعكر غناء الراي في الجزائر واصل الفنانون يستكشفون نغمات جديدة ويمزجونه بالفنون الموسيقية الأخرى كالراب، الريقي، الشرقي وحتى الكلاسيكي، 2004 تتميز بالنوع الجديد المنشق عن الراي وهو مزيج من الراب والآرنبي سماه المهاجرون الفرنسيون الراي-آنبي أشهر ألبوماته التيى أخرجت في فرنسا بعنوان «الراي-آنبي فيفر» أي حمى الراي-آنبي.

## أصل التسمية
في الأصل تعنى كلمة راى = الرأى أو يري، وبالراى عبر الكثير من المغنين والموسيقيين عن آرائهم وأفكارهم السياسية والاجتماعية.
يلقب المغنون والموسيقيون في أوروبا بالمايسترو أو النجم أما المشرق بالأستاذ أما في الجزائر فبالشيخ تعبيرا لاعتراف الجمهور بقيمته ووصوله لقمة الفن فالمغني يدعى بالشيخ والمغنية تدعى بالشيخة.
في السبعينيات من القرن الماضي طرأت ثورة وتجديد في هذا الفن حتى أنها مست التسمية من الشيخ الذي يعبر عن الشيخوخة والهرم عند المجددين وفضلوا تسمية الشاب والشابة التي كانت تعبر تماما عن عقليتهم وميولهم وسنهم.
تعود تسمية «شاب» عند مغني الراي اٍلى الشاب خالد حيث كانت في بداية الثمانينيات مسابقة -الحان وشباب -*للمغنين الشباب في التلفزيون الجزائري -فاز بإحدى جوائزها أول مغني راي يدخل التلفزيون من بابه الواسع وهو الشاب مامي.

## أبرز الفنانين
- أحمد زرقي عميد أغنية الراي
- الشاب حسني:

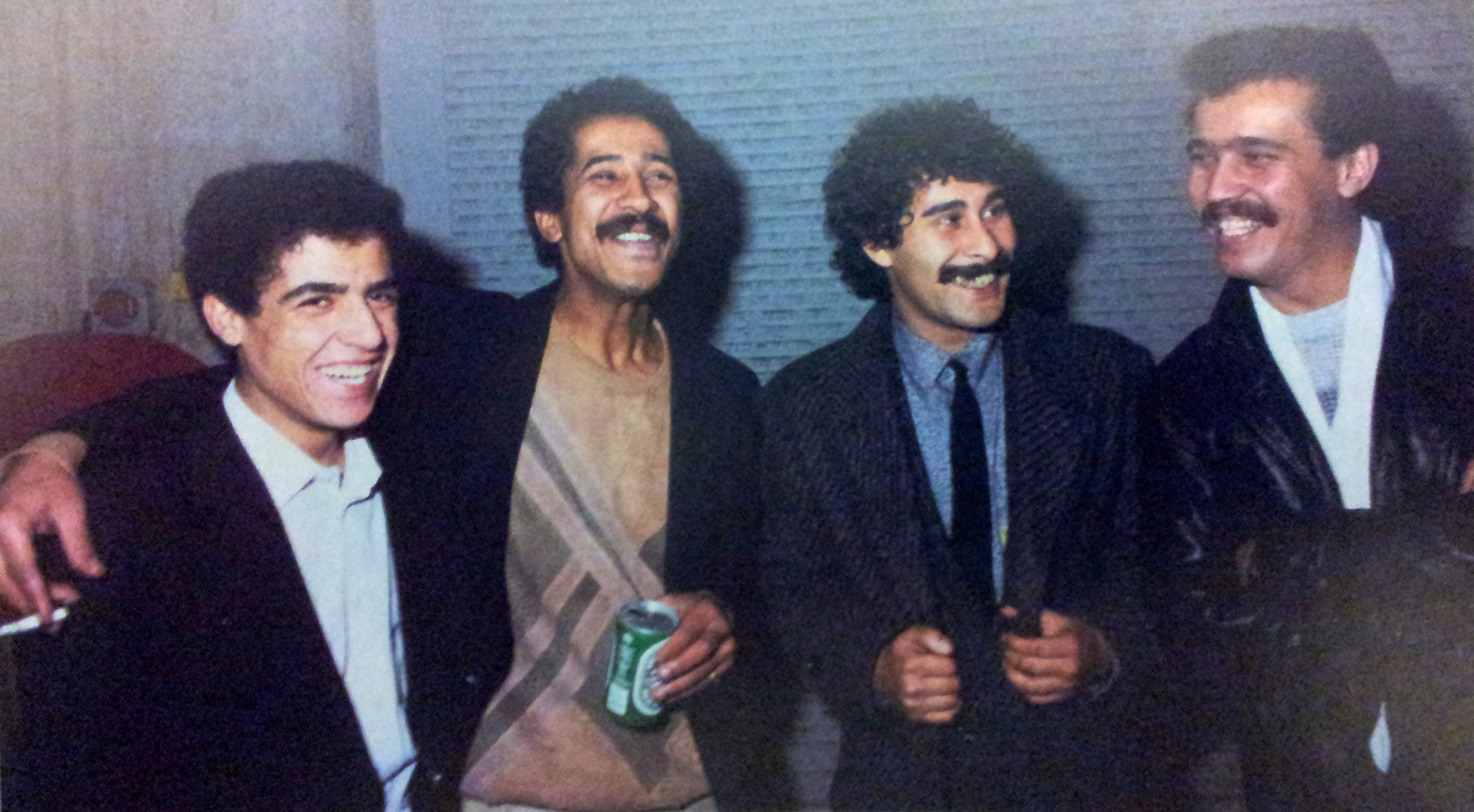
من اليمين إلى اليسار: الشاب صحراوي، الشاب حميد، الشاب خالد والشاب مامي سنة 1986 بفرنسا.

عميد الأغنية الرومانسية في الراي، أو كما يلقب بملك الراي العاطفي، تميزت أغانيه بموسيقى قوية جددت في إيقاعات الراي التقليدية أكثر إلى العاطفية، أغاني الشاب حسني انسجمت مع لحنا وإيقاعا وصوتا، تغنى بموسيقاه مختلف متذوقي فن الراي في مختلف الدول، يعتبر اسطورة الراي بلا منازع، أغتيل في سبتمبر 1994 بوهران إبان العشرية السوداء.
- الشاب مامي

الشاب حسني.

من أبرز أغانيه: خليهم يقولوا، حاولوا غزالي، هادي قصة جرات لي، علاش علاش، بنت البارح، حياتي مرتين، الليالي، تعال حبيبي.
- الشاب خالد:

يعتبر سفير أغنية الراي إلى أروبا، من أهم أغانيه: روحي يا وهرن، يامينة، كي كنتي كي وليتي، دي دي، نسي نسي، الشابة، علاش تلوموني، طوالو جنحيك، ولي لدارك، والو والو، عايشة، صحرا، علاش تفارقنا، زبانة (أحمد زبانة)... وأغلب أغاني الشاب خالد أغاني ثراثية أعادها بأسلوب عصري.
- الشاب قادر:

يتميز الشاب قادر بأسولب فني فريد، فهو حاول إضفاء أسلوب موسيقي كلاسيكي مختلف، على فن الراي، والجمع بين التقليدي والمعاصر، ومن الأوائل الذي أبرزوا آلة الكمان على موسيقى الراي، فهو متعلق بها، ويعتبرها مصدر إلهام له ولألحانه.
- الشاب بلال

أشهر اغانيه: البابور الي جابني، نتيا عمري، هبا ماما، الغربة والهم، خردة، واخر البوماته اوكي اوكي.
- الشاب الهندي

من أبرز أغانيه: أنتي هجرتي، العشيق، سمحيلي، دور وهران، غادي نتوحشك، نديها قاوريا، كل يوم.
- أحمد وهبي

```
أحد مؤسسي الأغنية الوهرانية الحديثة.
```

- الشابة الزهوانية: من أجمل أغانيها: قولوا لما، قولوا لمو تصبر عليه، وريني وين راك ترقد، بغيت حبيبي ليلة ونهار، جدك ها جدك راني نظل نقلب عليك.
- قانا المغناوي: فنان ومغني ومؤلف وملحن موسيقى الراي[6][7] اسمه الحقيقي «مراد قانا»، ولقبه الفني «المغناوي» نسبة إلى مدينته الأصلية مغنية يعتبر من أقدم المطربين المحدثين لأغنية الراي للنصف الثاني من القرن العشرين.
- الشاب صحراوي
- الشاب عقيل
- الشاب نصرو
- الشابة خيرة
- الشاب ميمون
- الشاب رزقي
- الشيخة ريميتى
- الشاب حسان
- الشابة فضيلة
- الشاب فضيل
- رشيد طه
- هواري بن شنات
- المازوزي

## تسجيله
في مطلع ديسمبر من عام 2022، أعلنت منظمة الأمم المتحدة للتربية والثقافة والعلوم (يونسكو) تسجيلها غناء الرّاي الجزائري في لائحة التراث الثقافي غير المادي.

## وصلات خارجية
- موقع عن الراي (فرنسي).
- مقالا تفي موقع فرانس 24 عن الراي